# Victor Mature
Victor John Mature, född 29 januari 1913 i Louisville i Kentucky, död 4 augusti 1999 i Rancho Santa Fe i San Diego County i Kalifornien, var en amerikansk skådespelare. Mature är känd för filmer som En försvunnen värld (1940), En studie i brott (1941), Laglöst land (1946), Angivaren (1947), Simson och Delila (1949) och Den purpurröda manteln (1953). Han medverkade även i filmmusikaler tillsammans med stjärnor som Rita Hayworth och Betty Grable, däribland Vackra Sally och Fräck och förälskad (båda 1942).

## Biografi
Victor Mature var son till en schweizisk saxslipare, som invandrat till USA. Mature kom till Hollywood utan ett öre på fickan, spelade en del på teater och filmdebuterade 1939. Storvuxen, med välutvecklade muskler, lanserades han i för honom passande roller. Mature lär inte ha haft särskilt höga tankar om sin skådespelartalang att döma av uttalanden som Jag är ingen skådespelare – och jag har sextiofyra filmer som bevis för det!.
Victor Mature avled den 4 augusti 1999 i leukemi.

## Filmografi i urval
- 1940 – En försvunnen värld (One Million B.C.)
- 1941 – No, No, Nanette
- 1941 – En studie i brott (I Wake Up Screaming)
- 1941 – De tusen fröjdernas hus (The Shanghai Gesture)
- 1942 – Sången till Söderhavet (Song of the Islands)
- 1942 – Vackra Sally (My Gal Sal)
- 1942 – Fräck och förälskad (Footlight Serenade)
- 1942 – Vi swingar i takt (Seven Days' Leave)
- 1946 – Laglöst land (My Darling Clementine)
- 1947 – Farlig gäst (Moss Rose)
- 1947 – Angivaren (Kiss of Death)
- 1948 – Hämnarna slår till (Fury at Furnace Creek)
- 1948 – Ond stad (Cry of the City)
- 1949 – Simson och Delila (Samson and Delila)
- 1950 – Spelarens hus (Gambling House)
- 1952 – Vattnets Venus (Million Dollar Mermaid)
- 1952 – Androcles och lejonet (Androcles and the Lion)
- 1953 – Den purpurröda manteln (The Robe)
- 1954 – Gladiatorerna (Demetrius and the Gladiators, uppföljare till Den purpurröda manteln)
- 1954 – Sinuhe egyptiern (The Egyptian)
- 1955 – Den store hövdingen (Chief Crazy Horse)
- 1955 – Farlig lördag (Violent Saturday)
- 1955 – Utpost i vildmarken (The Last Frontier)
- 1956 – Zarak - kvinnorövaren (Zarak)
- 1957 – Nattkörning (The Long Haul)
- 1959 – Big Circus (The Big Circus)
- 1966 – Ta fast räven (After the Fox)
- 1968 – Head
- 1979 – Spindeln i nätet (Firepower)